# 聖ペテロ・イン・チェーンズ大聖堂
聖ペテロ・イン・チェーンズ大聖堂（せいペテロ・イン・チェーンズだいせいどう、英語: Cathedral Basilica of St. Peter in Chains）はシンシナティ大司教区にあるラテン教会のカトリック系大聖堂である。バシリカはアメリカ合衆国オハイオ州ダウンタウン・シンシナティのエイティス・アンド・プラム通りに位置するギリシア・リヴァイヴァル建築様式になっている。聖ペテロの投獄と解放に奉献されている。
1841年5月20日に当時の司教であり、のちの大司教であるジョン・バプテスト・パーセルの管理の下に礎石が置かれ、1845年11月2日に教会はアレゲーニー山脈の西にある最初の大規模な教会として正式に奉献された。2020年6月9日、ローマ教皇フランシスコより聖ペテロ・イン・チェーンズ・バシリカの称号を授与された。

## 建築様式

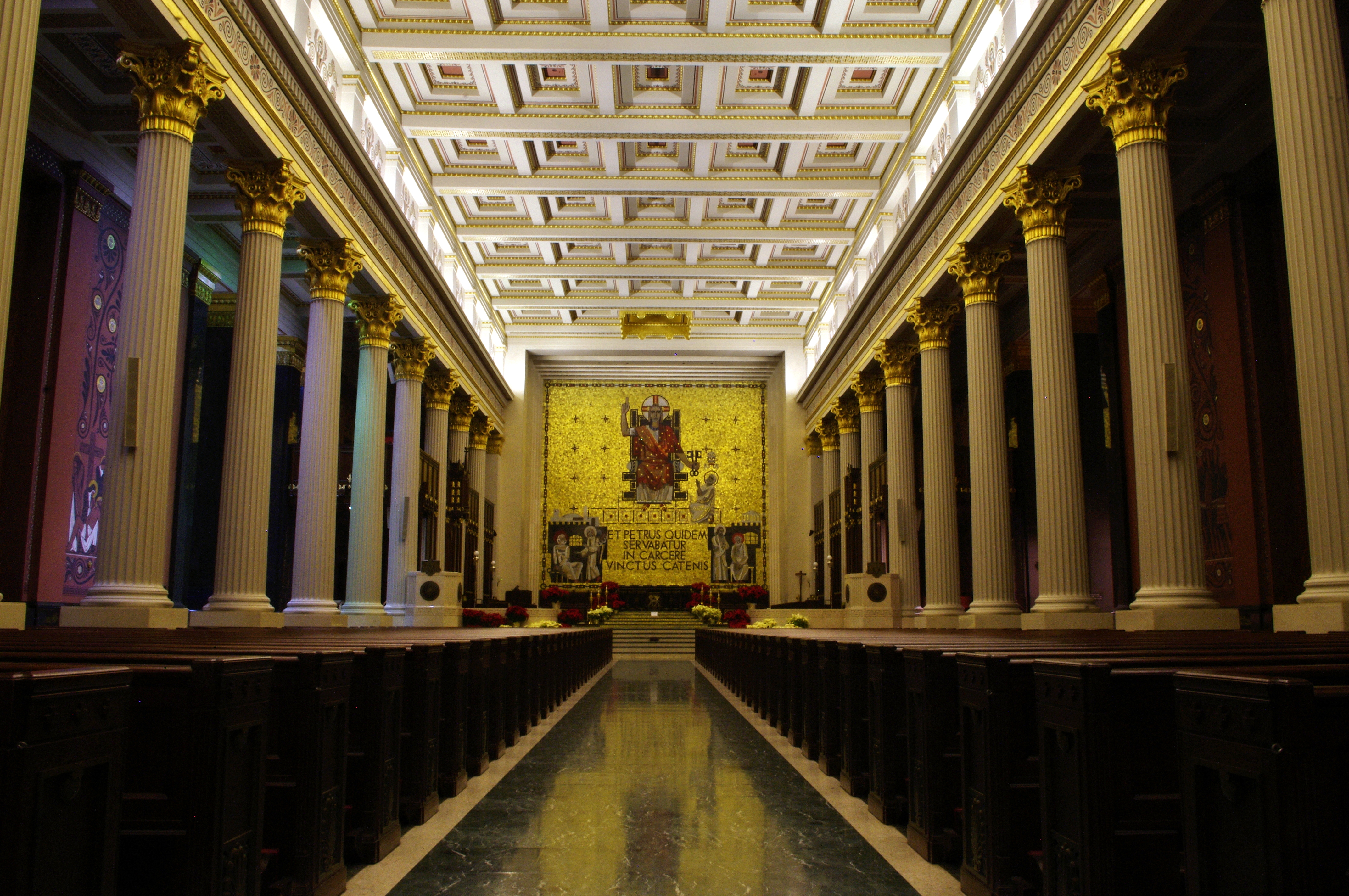
バシリカの内観

純白な石灰岩で建造された聖ペテロ・イン・チェーンズ大聖堂の単一尖塔は地上高が224フィート (68 m)あり、何十年にも渡って市内で最も高い建築物とされてきた。高さが33フィート (10 m)ある円柱はイエス・キリストの生涯を象徴している。
聖ペテロ・イン・チェーンズ大聖堂の内観には十字架の道行きを描写しているギリシア式モザイク、華美なコリント式円柱、巨大な青銅製の扉などがあり、アメリカ合衆国のカトリック教会の中でも明らかに異色といえる。ベンヴェヌート・チェッリーニ制作の十字架、カール・ジマーマンが描いた壁画などがあり、アプスにあるモザイク画はアントン・ウェンドリング制作によるものである。

## 歴史
シンシナティに建てられた最初の教会は元々リバティ・アンド・バイン通りにあったクライストチャーチであり、その後、シックス・アンド・シカモア通りに移築された。現在、その場所には聖フランシスコ・ザビエル教会がある。最初の聖ペテロ大聖堂が建てられるまで、クライストチャーチは新興教区の事実上の主教座聖堂であった。1826年12月17日に聖ペテロ大聖堂が奉納され、主教区の中心地となった。
1845年、2番目と現在の聖ペテロ大聖堂が奉納された。主要な祭壇の側面に配置された巨大な石の天使は1840年代後期の彫刻家であるオドアルド・ファンタッキオッティ制作によるものである。これらはシンシナティにやって来た最初の欧州彫刻作品のひとつであり、現在はシンシナティ美術館に飾られている。
1930年代までに聖ペテロ・イン・チェーンズ大聖堂は荒廃し、代表的な白の石灰岩は煤だらけになってしまった。1938年、ジョン・ティモシー・マクニコラス大司教は司教区の中心地を聖ペテロ・イン・チェーンズからダウンタウンの北部近辺のより現代的なクリフトン・ハイツの聖モニカ教会に移転させた。聖ペテロ・イン・チェーンズ大聖堂はさらに平凡な小教区教会に成り下がった。1950年代半ば、カール・ジョセフ・オールター大司教の都市再開発計画とシンシナティ開発計画に則り、聖ペテロ・イン・チェーンズ大聖堂では相当の修復と拡張が行われた。建築家のエドワード・J・シュルテが新たな袖廊、牧師館、聖具室、司教の事務室などを設計した。1957年11月3日に大聖堂として再奉納されたこの教会は祝福と宣伝活動の真っただ中にいた。
1977年、大聖堂はポーランド出身のカロル・ユゼフ・ヴォイティワ大司教からの訪問を受けた。彼こそがのちのローマ教皇ヨハネ・パウロ2世である。現在までのところ24名以上のローマ・カトリック教会の司教が防壁内で聖別されており、大聖堂は例年行われる司教区の司祭や執事の叙任だけでなく、結婚式における有名な開催場所にもなっている。